# Calcu
Calcu (del mapudungun kalku) es el nombre que recibe en la  creencia y mitología mapuche una persona que se cree que practica el mal en una forma mística o espiritual, así como también alguien considerado un brujo practicante de la "magia negra" del modo que se concibe en la cultura chilena e indígena. 
El término también es usado para referirse al mal producido por la brujería, o por la acción del kalkutun.

## Características

### Calcu (Persona)
El calcu se caracteriza por ser una persona que se dice utilizaría un poder espiritual para dedicarse principalmente a hacer el daño al prójimo; por ello es combatido por las machis. Un calcu desarrolla un sentido de poder muy similar al del chamán. Él o ella también tiene pewma (sueños) o perimontun (visiones); pero su principal característica sería que heredaría un espíritu wekufe, espíritu que anteriormente le entregaba poder a un ancestro que también fue calcu. Así, los calcus serían sirviente de los wekufe y a su vez ocuparían el poder de estos espíritus; además de la utilización de otras criaturas míticas, tales como el Anchimallén.
Debido a la naturaleza espiritual del machi y el calcu, los españoles tardaron en hacer una distinción clara del significado de ambos, y entender la diferencia entre ellos; además como consecuencia de ello y producto del sincretismo, los calcus serían asociados con la brujería. Fue así como posteriormente también se utilizaría la palabra calcu como término para referirse igualmente a una bruja, a los Brujos de Chiloé, y a toda persona relacionada con la magia negra, el mal de ojo, los demonios y el diablo.
Las maneras en que se forma el Calcu mapuche, es a partir de: 
- una tradición de herencia.
- un o una machi que esta interesadas en el dinero y el poder más que curar y hacer el bien a su comunidad; o es un machi frustrado al ser poco poderoso, producto de que por diversos motivos no es exitoso curando ni propiciando la bonanza de la comunidad. Estos hechos harían que el machi perdiera así su prestigio, y se integre a las fuerzas que luchan contra el ser humano, producto de la envidia, codicia y otros sentimientos negativos, que hacen que no siga lo indicado en el Admapu.

El calcu al igual que la Machi también puede tener clientes, pero los clientes del calcu pueden pedirle ayuda para tomar venganza o hacer daño a otras personas, a menudo a raíz de situaciones de celos o envidia. 
Se dice que los calcus pueden asumir tres funciones: kalkutufe, dawfe y choñchoñ; y si son poderosos pueden realizarlas todas simultáneamente. Los calcus merodearían por los cementerios para apoderarse del püllü (fantasma del muerto reciente), con el propósito de utilizarlo en sus hechizos del kalkutun. Esto último es uno de los motivos de la realización del awün (ritual funerario). 
El calcu además utilizaría numerosas pócimas, destacando la planta solanácea kalku-mamüll (Latua pubiflora) conocida en castellano como latué o "palo de brujos", que se caracteriza por ser un alucinógeno clásico de la etnología mapuche. 
Otra característica que se le asocia a los calcus es que ellos estarían comúnmente vestidos totalmente de negro, ya que este color estando solo, simboliza la oscuridad, la noche, los espíritus del mal y la muerte.

### Calcu (mal)
El calcu en los mapuches se presenta como la fuerza desintegradora que utilizan los calcus, la que es capaz de provocar las enfermedades y la muerte. Según las machis, proviene principalmente de los wekufe, y es alimentada por la envidia y otros sentimientos dañinos de los hombres. La acción del calcu destinada a hacer el mal es llamada kalkutun.
En toda enfermedad o dolencia provenientes del calcu, la medicina mapuche debe combinar el rito del machitún para arrancar el mal de la persona enferma y luego recuperarla con medicamentos formulados sobre la base de yerbas. En concepciones más relacionadas con la idea europea del maleficio, igualmente se utilizan "contras" para la protección. Las contras son amuletos o ritos, usados generalmente como instrumento para detener magia negra. Históricamente, el dungulfe era un consultor espiritual dotado de la habilidad para establecer una conexión con entidades etéreas, lo que le permitía discernir si una situación adversa era consecuencia de la acción de un calcu, así como también identificar al posible causante de dicho mal.